# کینال
کینال (به لاتین: Kanel) یک منطقهٔ مسکونی در سنگال است که در بخش کانل واقع شده‌است. کینال ۱۳٬۳۳۱ نفر جمعیت دارد.